# ديناناث مانغيشكار
بانديت ديناناث مانغيشكار (29 ديسمبر 1900 ـ 24 أبريل 1942) كان ممثلاً مسرحياً ماراثياً شهيراً وموسيقارا معروفًا في فن موسيقى ناتاك سانغيت التقليدية ومطرباً كلاسيكيًا هنديا مرموقا في فن الموسيقى الكلاسيكية الهندية. يعد الجيل الأول لعائلة مانغيشكار الفنية فهو والد المطربين المشهورين لاتا مانغيشكار ، آشا بهوسل ، أوشا مانغيشكار ، هريداينات مانغيشكار وميينا كاديكار.

## أعماله المسرحية
بعض من مسرحياته الغنائية، التي أدى فيها دور بطولة والغناء :
- Manapaman (मानापमान) (من تأليف K.P. Khadilkar)
- Ranadundubhi (रणदुंदुभी) (من تأليف Veer Vamanrao Joshi) Music composed by Vaze buwa
- Punyaprabhaav (पुण्यप्रभाव)
- Sanyasta Khadga (संन्यस्त खड्ग) (من تأليف Veer Savarkar) Music composed by Vaze buwa
- Rajsanyaas (राजसंन्यास) (من تأليف Ram Ganesh Gadkari)
- Deshkantak (देशकंटक)
- Ram Rajya Viyog (रामराज्य वियोग)